# Dorfkirche Berendshagen

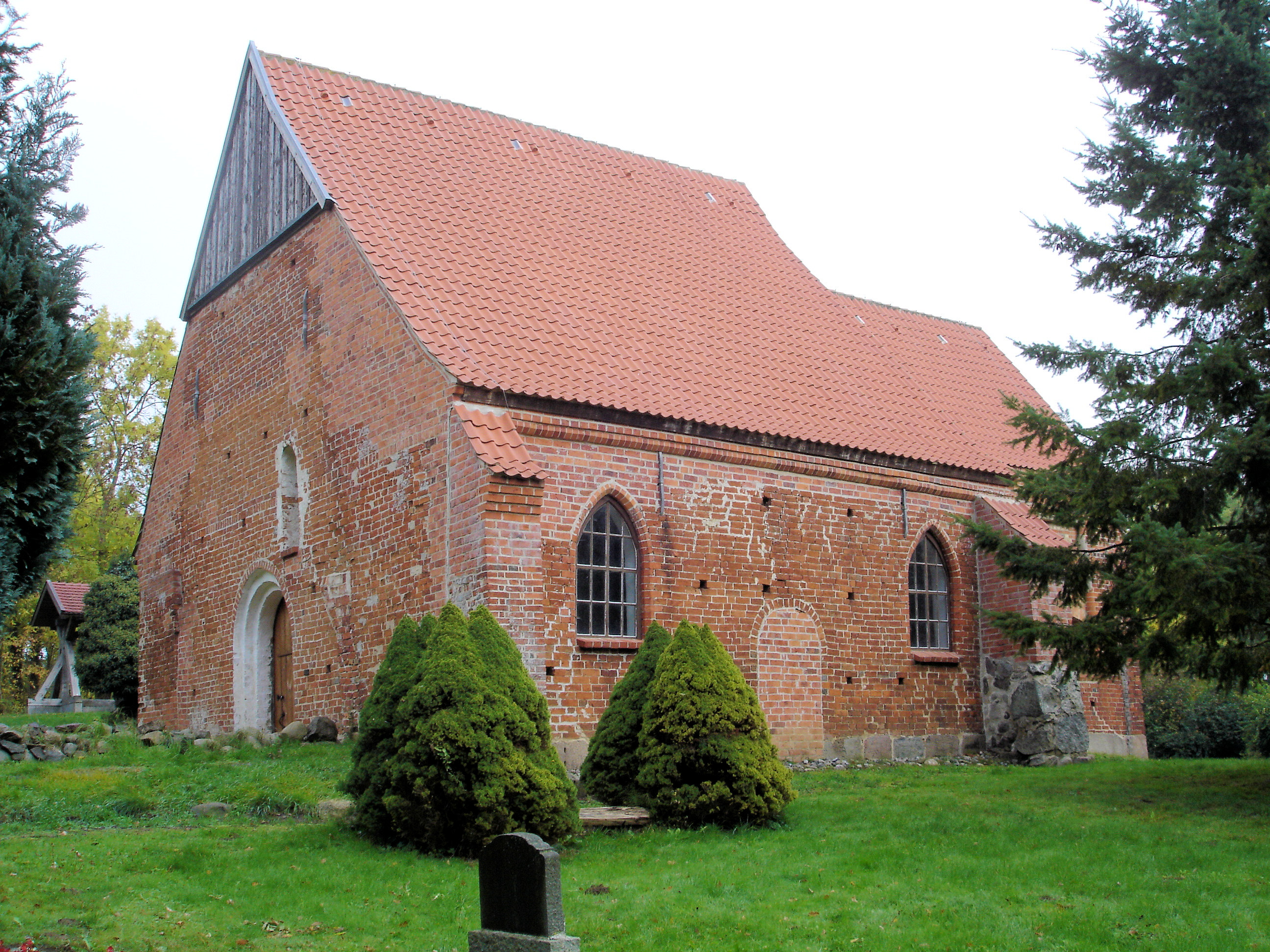
Dorfkirche Berendshagen, Westgiebel

Die Dorfkirche Berendshagen ist eine Kirche der Kirchengemeinde Satow im Landkreis Rostock. Sie gehört zur Propstei Rostock im Kirchenkreis Mecklenburg der Evangelisch-Lutherischen Kirche in Norddeutschland (Nordkirche).

## Geschichte

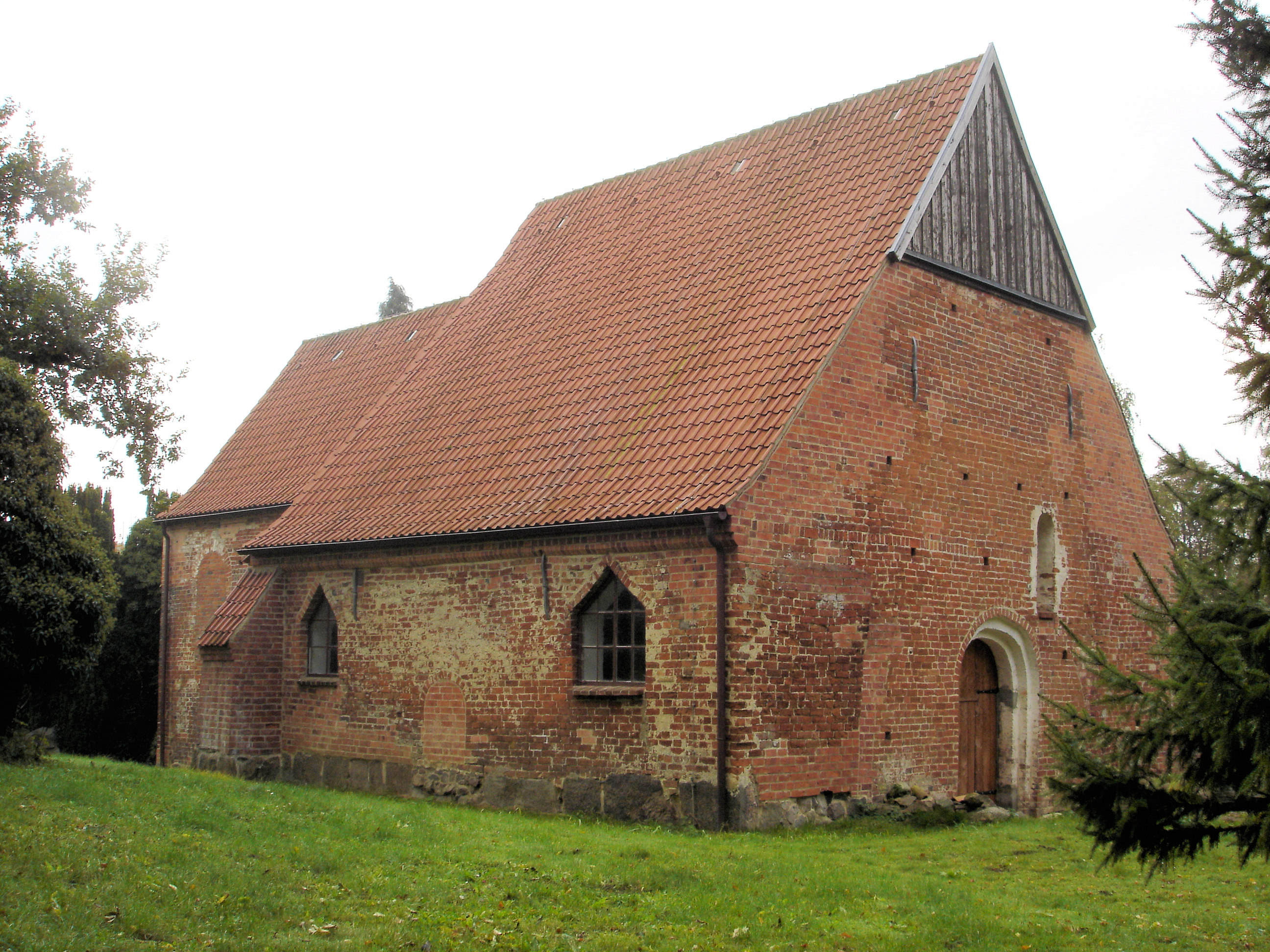
Westportal rundbogig, kreativ spätgotische Nordfenster

Das Gut Berendshagen war im 15. Jahrhundert Eigentum der Familie von Bibow. Sie behielten es bis zum Jahr 1618, danach waren die von der Luhe und ein Kord von Bülow Eigentümer. Ab 1720 wechselte es noch häufig die Besitzer. 1573 wird ein Jochim Lamprecht durch die von Bibow zum Pastor berufen. Die Gutsbesitzer übten auch das Kirchenpatronat aus. Im Jahr 1836 versuchte der Besitzer Baron von Stenglin, dieses an den Landesherrn zu übergeben, was aber nicht gelang. Die Kirche soll im 15. Jahrhundert entstanden sein, es existieren ebenfalls Auffassungen, die die Entstehung der Kirche im 13. Jahrhundert sehen.
Die Kirche verfiel während der DDR-Zeit und mehrere Jahrzehnte lang fanden keine Gottesdienste mehr statt. Der hölzerne Westturm mit Laterne musste 1974 wegen Baufälligkeit abgerissen werden. Schlie berichtet noch von zwei Glocken im Turm (1834 und 1893), zum Zeitpunkt des Abrisses war nur eine davon vorhanden. Der Verein Dorfkirchen in Not sorgte in den 1990er Jahren durch eine Fernsehdokumentation für die nötige Aufmerksamkeit und es fanden sich Spender und Organisatoren, die 1997 eine Sanierung begannen. Unterstützt wurde die Sanierung durch die Evangelisch-Lutherische Kirche in Bayern und die Deutsche Stiftung Denkmalschutz. Es konnte das Mauerwerk saniert, der Dachstuhl erneuert und das Dach neu eingedeckt werden.

## Baubeschreibung

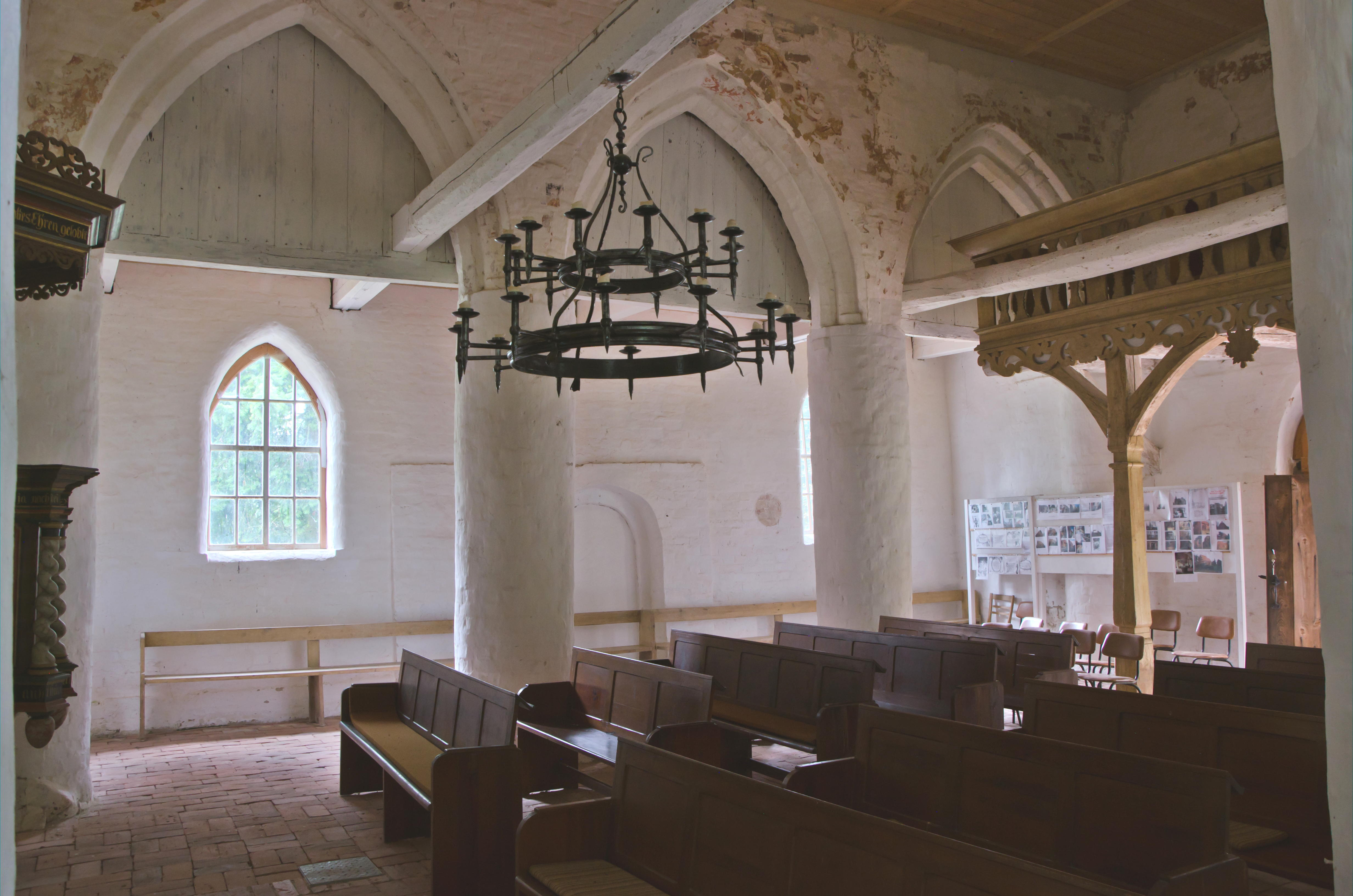
Arkade höher als Außenwand, Decke und nachträgliche Hochschiffswand aus Holz

Die gotisch Backsteinkirche besteht aus einem einschiffigen aufwändigen Chor und einem erst im frühen 15. Jahrhundert angefügten dreischiffigen Langhaus. Es ist weder auf Gewölbe angelegt, noch hat es Obergaden einer Basilika, sondern als holzgedeckte Staffelhalle wie die Dorfkirche Rethwisch und hunderte englischer Kirchen. Das hohe Mittelschiff war auf eine Flachdecke angelegt, die Seitenschiffe waren für Pultdächer berechnet. Schon immer hatte die Kirche ein durchgehendes Satteldach. Das Mittelschiff wird von den Seitenschiffen durch spitzbogige Arkaden mit runden Säulen auf quadratischen Ziegelfundamenten getrennt. Hinter den Arkadenbögen wurden bei der Erneuerung des Dachs in der zweiten Hälfte des 17. Jahrhunderts nachträglich hölzerne Hochschiffswände eingebaut, die die Kirche seither zu einer Pseudobasilika machen. Der Chor ist ebenso wie das Langhaus auf Feldsteinfundamenten gegründet. Er schließt platt ab. Das Langhaus hat an drei seiner vier Ecken nachträglich angefügte Strebepfeiler, die teils im Aufbau der Fundamente, teils in den Fugenhöhen von den Wänden des Schiffs abweichen. 
Der separate Glockenstuhl trägt eine Glocke aus dem Jahr 1893. Diese wurde von C. Oberg in Wismar gegossen und hat einen Durchmesser von 78 cm.

## Ausstattung
Die barocke Kanzel stammt aus dem Jahr 1702. Sie ist eine Stiftung der Familie von Meerheimb, die auf Gut Gnemern (heute Ortsteil von Jürgenshagen) bis 1945 wirtschaftete, ebenso der Altar von 1668. Nach Schlie ist der … Altaraufsatz ein durch Säulen des Barockstils verbautes gothisches Triptychon, ein wunderliches Werk … Es zeigt im Zentrum einen Gnadenstuhl. Eine Tafel über dem Triumphbogen ist zu lesen, dass … auf Anordnung von Hans Wilhelm Freiherr von Meerheimb ebenfalls auf Gnemern etc, acht und zwanzig-jähriger Patron der Kirche … aus eigenen Mitteln den Predigtstuhl, beide Kirchenböden und die Kirchenthür neu verfertigen und 1702 mit der ganzen übrigen Kirche hat neu anmalen lassen Außerdem wurde ein originalgetreuer Kronleuchter mit Echtkerzen hinzugefügt. Den Bauplan für diesen Leuchter entnahm man Fotos, da das Original verschollen ist.

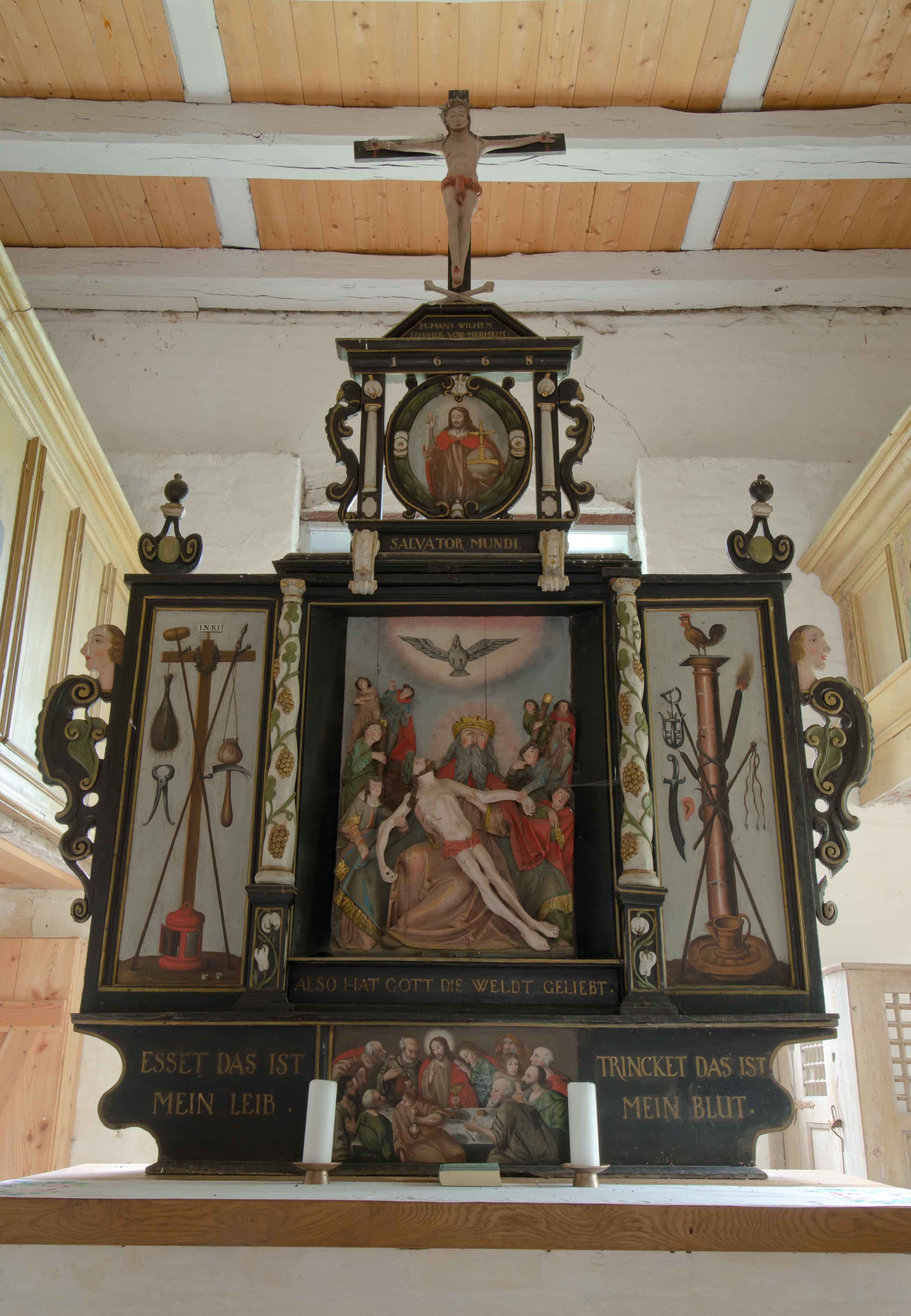
Altar
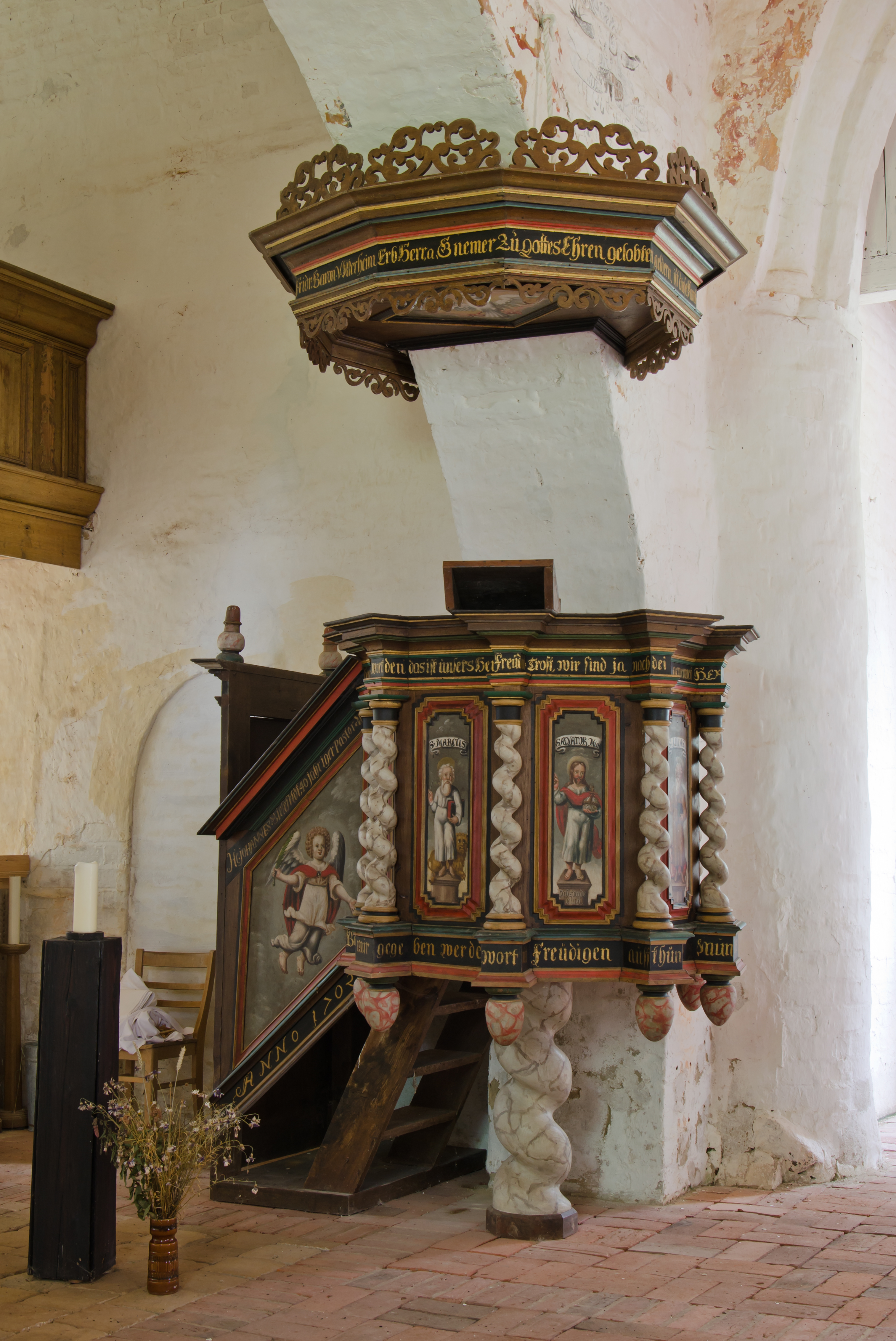
Kanzel
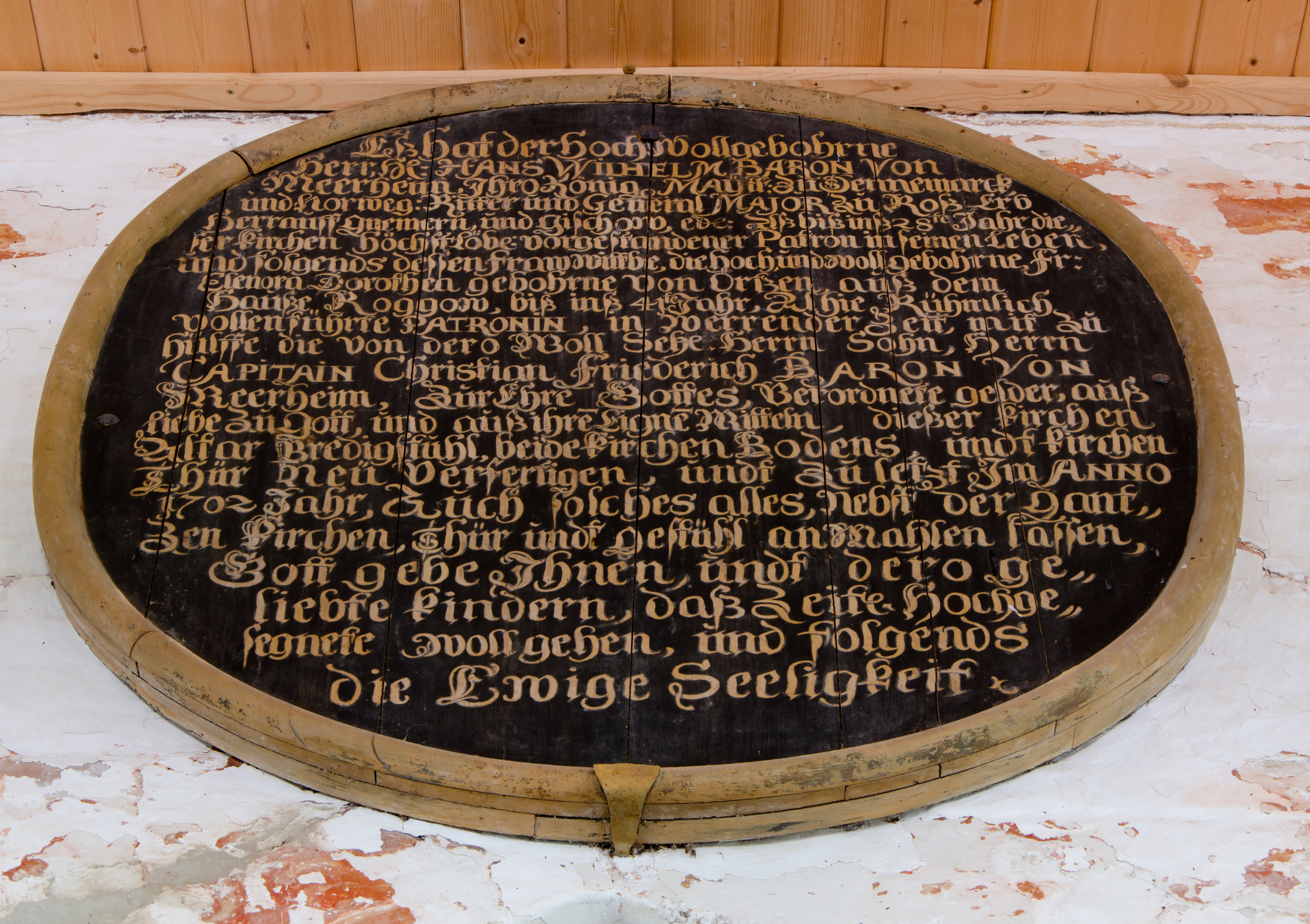
Tafel des Baron von Meerheim(b)